# Taste in Men
Taste in Men è un singolo del gruppo musicale britannico Placebo, pubblicato il 17 luglio 2000 come primo estratto dal loro terzo album in studio Black Market Music.
Il video ufficiale del brano è stato registrato al Central London Register Office sotto la direzione di Barbara McDonogh.

## Tracce
Testi e musiche dei Placebo, eccetto dove indicato.
CD (Europa e Australia)
1. Taste in Men (Radio Edit) – 4:02
2. Theme from Funky Reserved – 2:54
3. Taste in Men (Alpinestars Kamikaze Skimix) – 4:38

CD (Europa)
1. Taste in Men (Album Version) – 4:16
2. Johnny & Mary – 3:24 (Robert Palmer) – cover di Robert Palmer

CD (Regno Unito)
1. Taste in Men (Album Version) – 4:16
2. Johnny & Mary – 3:24 (Robert Palmer) – cover di Robert Palmer
3. Taste in Men (Adrian Sherwood Go Go Dub Mix) – 4:19

CD promozionale (Europa)
1. Taste in Men (Radio Edit) – 4:02
2. Taste in Men (Album Version) – 4:16

CD promozionale (Regno Unito)
1. Taste in Men (Radio Edit) – 4:02
2. Theme from Funky Reserved – 2:54
3. Taste in Men (Alpinestars Kamikaze Skimix) – 4:38
4. Taste in Men (Album Version) – 4:16
5. Johnny & Mary – 3:24 (Robert Palmer) – cover di Robert Palmer
6. Taste in Men (Adrian Sherwood Go Go Dub Mix) – 4:19

Musicassetta
1. Taste in Men (Radio Edit) – 4:02
2. Theme from Funky Reserved – 2:54
3. Taste in Men (Alpinestars Kamikaze Skimix) – 4:38

Vinile 12"
Lato A
1. Taste in Men (Album Version) – 4:16
2. Theme from Funky Reserved – 2:54
3. Taste in Men (Alpinestars Kamikaze Skimix) – 4:38

Lato B
1. Johnny & Mary – 3:24 (Robert Palmer) – cover di Robert Palmer
2. Taste in Men (Adrian Sherwood Go Go Dub Mix) – 4:19

## Classifiche
| Classifica (2000) | Posizione massima |
| ----------------- | ----------------- |
| Australia         | 69                |
| Francia           | 54                |
| Italia            | 11                |
| Regno Unito       | 16                |